# Scolia erythrocephala
Scolia erythrocephala is een vliesvleugelig insect uit de familie van de Scoliidae. De wetenschappelijke naam van de soort is voor het eerst geldig gepubliceerd in 1798 door Johan Christian Fabricius.